# Jurassic World
Jurassic World este al patrulea film din seria Jurassic Park. Filmul a fost produs de Universal, Legendary Pictures și Amblain Enternainment și lansat la data de 12 iunie 2015. Este interzis copiilor sub vârsta de 12 ani.

## Prezentare
Echipa Jurassic World creează prin inginerie genetică un Indominus Rex (un hibrid dintre Velociraptor si Tyrannosaurus Rex), dar acest dinozaur se dovedește a fi mult mai inteligent și mai feroce decât creațiile naturii. Acesta scapă de sub control și amenință să distrugă ceilalți dinozauri și să omoare pe cei câțiva mii de turiști de pe Insula Nublar. Pentru a-l înfrunta, Owen Grady trebuie să dea drumul unei echipe de Velociraptori care să-l vâneze și să-l omoare, însă are loc o întorsătură majoră.

## Distribuție
- Chris Pratt - Owen Grady, expert și antrenor al unei echipe de Velociraptori
- Bryce Dallas Howard - Claire Dearing, managerul echipei de întreținere a parcului[5]
- Vincent D'Onofrio - Morton, CFO al Masrani Corp.[6]
- Nick Robinsonn - Zach Mitchell, nepotul mai mare al lui Claire.[5]
- Ty Simpkins - Gray Mitchell, nepotul mai mic al lui Claire.[5]
- BD Wong - Dr. Henry Wu
- Irrfan Khan - Masrani, proprietarul Jurassic World.
- Jake Johnson - Lowery
- Lauren Lapkus
- Brian Tee
- Omar Sy
- Judy Greer
- Katie McGrath
- Andy Buckley
- James DuMont
- Courtney James Clark

## Legături externe
- Site web oficial
- Jurassic World la Internet Movie Database
- Jurassic World la AllRovi
- Jurassic World la Box Office Mojo
- en Colecție de articole critice despre  Jurassic World la Metacritic.com
- Jurassic World la Rotten Tomatoes
- Jurassic World la CineMagia